# Giovanni Geloso
Giovanni Geloso (10 gennaio 1901 – 1º febbraio 1969) è stato un ingegnere e imprenditore italiano, argentino di nascita, che ha legato il suo nome all'azienda omonima, la Geloso.

## Biografia
Giovanni Geloso nacque in Argentina il 10 gennaio 1901 da genitori italiani emigrati dal Piemonte. La famiglia tornò in patria nel 1904  e si stabilì a Savona, dove Giovanni si diplomò all'Istituto Nautico.
Dotato di talento comunicativo, istituì, ancora studente, una scuola per aspiranti macchinisti delle Ferrovie dello Stato e creò per l'occasione lui stesso delle apposite dispense, corredate di disegni meccanici e testi chiari e comprensibili.
Terminati gli studi aprì una propria officina elettromeccanica per produrre apparecchiature da lui stesso progettate e brevettate.
Nel 1920 lasciò la sua consolidata azienda per trasferirsi a New York, dove meno di due anni dopo, sebbene ancora molto giovane e sconosciuto, trovò lavoro in una azienda di componenti elettronici, la Pilot Electric Manufacturing Company, nella quale si distinse per la sua infaticabile e geniale attività. Nel frattempo, si laureò in ingegneria elettronica alla Cooper Square University.
Nel corso di quegli anni Geloso dette un importante contributo di ricerca nel settore della trasmissione delle immagini, realizzando nel 1928 con apparecchi da lui progettati, la prima serie di trasmissioni sperimentali televisive negli Stati Uniti e nel mondo, dimostrando praticamente la possibilità di realizzare la televisione, fino allora considerata una remota possibilità a venire dai pochi studiosi che se ne occupavano.

Tuttavia, nonostante il clamoroso risultato e l'ampio rilievo dato all'evento dalla stampa, Geloso non considerò la soluzione tecnicamente soddisfacente, ritenendo l'esperimento solo il primo passo di una lunga serie di perfezionamenti in un campo che avrebbe avuto un grande avvenire.
Inoltre maturò una grande esperienza personale che lo portò nel 1931, appena tornato in Italia, a fondare la John Geloso S.A. in una modestissima sede in via Sebenico 7 a Milano, dove iniziò la costruzione di materiale per radioricevitori e amplificatori, che veniva fornito anche sotto forma di scatole di montaggio di apparecchi completi agli appassionati del settore, contribuendo così alla formazione professionale teorica e pratica delle successive generazioni di tecnici radio-elettronici. Un altro valido strumento formativo da lui voluto fu il "Bollettino Tecnico Geloso", pubblicazione trimestrale nata sin dall'inizio dell'azienda e distribuita gratuitamente, con cui venivano rese pubbliche ai tecnici e ai radioamatori le notizie della società e i dettagli circuitali dei prodotti aziendali, nonché i suggerimenti per il loro migliore utilizzo.
Per la propria industria l'ingegner Geloso progettò e curò la realizzazione di macchine avvolgitrici per trasformatori e bobine, creando così gli strumenti indispensabili per la lavorazione industriale di componenti che la nascente industria nazionale non era ancora in grado di fornire.
Nel 1932, la sede legale si trovava in corso Italia,1. L'ingrandimento dell'azienda impose già dal 1932 il trasferimento della sede in viale Brenta 18, dove i locali vennero progressivamente ampliati per far fronte alla crescita della produzione, che comprendeva fra l'altro condensatori elettrolitici, microfoni e pick-up piezoelettrici, nonché i gruppi ad alta frequenza pretarati, che nel 1936 l'ing. Geloso introdusse per primo nella tecnica costruttiva radiofonica.

Nel 1939 la sede della Geloso si trasferì ulteriormente nel grande stabilimento di viale Brenta 29, su di un'area di oltre 17.000 m2.
Con lo scoppio della seconda guerra mondiale la Regia Marina Militare Italiana affidò all'ingegner Geloso l'incarico di risolvere numerosi problemi nell'ambito delle telecomunicazioni, dei sistemi di localizzazione elettroacustica dei mezzi navali in immersione e in superficie, delle comunicazioni in viva voce tra comando e reparti operativi su sommergibili e navi e di altre applicazioni tecniche.

Per far fronte alla carenza di materie prime, egli si dedicò inoltre allo sfruttamento di una miniera nei pressi di Levanto, dalla quale veniva ricavato il rame per la produzione di fili smaltati e rivestiti, che veniva realizzata in un apposito impianto dotato di macchine automatiche a ciclo continuo da lui stesso progettate e realizzate, che rappresentavano in questo campo un'innovazione in anticipo sui tempi.
Dopo la parentesi bellica la sua azienda si ingrandì ulteriormente con la nascita degli stabilimenti di Lodi, Napoli, Salerno e Roma ritornando alla tradizionale produzione di componenti e scatole di montaggio, alla quale si aggiunsero anche apparecchi finiti.

Contemporaneamente l'ingegner Geloso venne designato in qualità di esperto italiano nella Commissione Tecnica della NATO, riscuotendo in particolare l'apprezzamento dei tecnici statunitensi, pur essendo la loro tecnica di gran lunga più avanzata di quella europea.
Con l'inizio delle prime trasmissioni sperimentali televisive in Italia, nel settembre 1949, l'azienda dell'ingegner Geloso presentò un proprio prototipo di televisore che, dopo i necessari perfezionamenti, le consentì di essere tra i primi costruttori sul mercato all'avvio del regolare servizio commerciale televisivo nel 1952, realizzando in proprio tutta la serie dei componenti necessari (che vennero inoltre adottati da buona parte delle industrie nazionali) e basando la realizzazione dei propri televisori su telaietti premontati e pretarati per ciascuna sezione dell'apparecchio.
L'ingegner Geloso dedicò sempre una particolare attenzione personale all'amplificazione e diffusione del suono, mettendo a disposizione del pubblico apparecchiature con un elevato rapporto qualità/prezzo, quali per esempio microfoni, amplificatori, altoparlanti e trombe esponenziali, ma il suo merito principale fu la diffusione popolare in Italia del registratore magnetico (sfruttando il brevetto realizzato dalla Castelli), prima a filo e poi a nastro, venduto sin dai primi tempi a prezzi accessibili anche ai compratori meno abbienti.
La sua attività di radioamatore (con il nominativo I1JGM) ebbe come conseguenza lo studio e la realizzazione industriale di ricevitori e trasmettitori per la gamme radiantistiche, nonché di parti staccate con cui numerosissimi radioamatori di tutto il mondo poterono realizzare la propria stazione ricetrasmittente.
Una delle ultime soddisfazioni dell'ingegner Geloso fu quella di vedere ammirati e apprezzati da pubblico e tecnici i ricevitori per la televisione a colori presentati ad aprile e a settembre 1968 alla Fiera Campionaria e alla Mostra della Radio e Televisione di Milano, il cui studio, iniziato da vari anni con investimenti e impegno notevoli, aveva portato allo sviluppo di circuiti con alcune soluzioni del tutto originali.
Nell'estate del 1968 si manifestò improvvisamente una malattia che lo minò nel fisico, ma egli, pur consapevole della fine imminente, continuò l'abituale vita di lavoro fino alla morte, che sopraggiunse il 1º febbraio 1969.
Tre anni dopo, in assenza di una mirata strategia di sviluppo commerciale, anche l'azienda da lui fondata cessò ogni attività.